# HD125532
HD125532 — хімічно пекулярна зоря спектрального класу B8, що має видиму зоряну величину в смузі V приблизно  9,2.
Вона  розташована на відстані близько 2051,3 світлових років від Сонця.

## Пекулярний хімічний склад
Зоряна атмосфера HD125532 має підвищений вміст 
Si
.